# Vérkhnieie Gakvari
Vérkhnieie Gakvari (en rus: Верхнее Гаквари) és un poble del Daguestan, a Rússia, que en el cens del 2010 tenia 378 habitants. Pertany al districte rural d'Agvali.